# Ergoldsbach
Ergoldsbach település Németországban, azon belül Bajorországban. Lakosainak száma 8839 fő (2023. december 31.). Ergoldsbach Bayerbach bei Ergoldsbach, Postau, Essenbach, Hohenthann, Neufahrn in Niederbayern és Mallersdorf-Pfaffenberg községekkel határos.

## Népesség
A település népessége az elmúlt években az alábbi módon változott:
| Lakosok száma | 1085 | 3475 | 4613 | 6189 | 7459 | 7575 | 7768 | 7848 | 8423 | 8839 |
|               | 1875 | 1950 | 1975 | 1987 | 2012 | 2014 | 2016 | 2017 | 2021 | 2023 |